# Косрат Расул Али
Косрат Расул Али — иракский и курдский политик, полевой командир Пешмерга, первый заместитель генерального секретаря и фактический глава Патриотического союза Курдистана. Ранее занимал должность вице-президента Иракского Курдистана (2005—2009) и Председателя Регионального правительства Курдистана (1993—2001).

## Биография
Косрат Расул Али родился в 1952 году в деревне Шивашок близ города Кёй-Санджак (провинция Эрбиль, Королевство Ирак). В 1975 году вступил в ряды Демократической партии Курдистана, после поражения сентябрьского восстания вступил в марксистскую партию «Комала», где возглавил студенческое отделение. В 1977 году был арестован иракскими властями, но вскоре выпущен на свободу. После освобождения присоединился к повстанцам Пешмерга. В 1991 году стал видным командиром мартовского восстания, под его командованием были освобождены города Киркук и Эрбиль, Косрат сумел сдержать наступление саддамовской армии после подавления восстания.